# Goffredo II di Lovanio
Goffredo II di Lovanio (1107 circa – 13 giugno 1142) fu Langravio del Brabante, conte di Lovanio e Bruxelles, Margravio di Anversa e Duca della Bassa Lorena (Lotaringia) (come Goffredo 'VII) dal 1139 fino alla sua morte.

## Origine
Secondo la  Genealogia Ducum Brabantiæ Heredum Franciæ, Goffredo era figlio del Langravio del Brabante, conte di Lovanio e Bruxelles, Margravio di Anversa e Duca della Bassa Lorena (Lotaringia), Goffredo detto il Barbuto e della prima moglie Ida di Chiny (secondo la Chronica Albrici Monachi Trium Fontium era la prima moglie di Goffredo I -comitissa Lovaniensis que comiti Lovanii peperit primum Godefridum comitem-, citandola come sorella del vescovo di Liegi, Albéron (Adalberone) de Namur -episcopus Albero Leodiensis-) ( † tra il 1117 e il 1125), figlia del conte di Chiny, Ottone II e della moglie (ancora la Chronica Albrici Monachi Trium Fontium ci conferma il matrimonio tra Ottone -comes Otto de Cisneio- ed Adelaide di Namur -Alaide sorore comitis Godefridi Namucensis-) Adelaide di Namur (sempre la Chronica Albrici Monachi Trium Fontium definisce Ida e il fratello Albéron discedendenti dal casato di Namur - de prosapia Namucensi); la parentela tra Ida e Albéron (che era stato anche arcidiacono a Metz) viene confermata anche dal Rodulfi, Gesta Abbatem Trudonensium liber XII che cita Adalberone come zio materno del figlio del conte di Lovanio (Adalbero Metensium primicerius, filiorum Lovaniensis domini avunculus).
Goffredo I di Lovanio, secondo il Chronicon Affligemense, era figlio del conte di Lovanio e Bruxelles, Enrico II e di Adelaide di Betuwe, che, secondo un documento citato dall'ecclesiastico e storico, belga, del XVII secolo, Aubertus Miraeus o Aubert le Mire (Bruxelles, 30 novembre 1573 - Anversa, 19 ottobre 1640), nel suo Opera diplomatica et historica, tomus I (non consultato), era figlia di Everardo conte di Betuwe e della moglie di cui non conosciamo né il nome né gli ascendenti.

## Biografia
Il paragrafo 81 delle Gesta abbatum Gemblacensium riporta copia di un documento redatto a Gembloux inerente a una donazione fatta da Goffredo assieme al padre Goffredo il Barbuto, in cui il fratello, Enrico compare come testimonio; anche Il documento nº 51, datato 1131, del Recueil des chartes de l´abbaye de Gembloux riferisce della stessa donazione.
Egli venne dapprima associato al governo con il padre nel 1136, quando Goffredo il Barbuto si ritirò nell'abbazia di Affligem dove trascorse gli ultimi anni della sua vita.
Suo padre, Goffredo il Barbuto morì, nel gennaio 1139, come ci viene confermato dagli Annales Blandinienses, e, secondo le Chroniques des ducs de Brabant , composées par Adrian de Barland, gli succedette il figlio maschio primogenito, Goffredo, come Goffredo II, nel titolo di Langravio del Brabante, conte di Lovanio e Bruxelles e Margravio di Anversa.
In quello stesso anno (1139) fu investito del Ducato della Bassa Lorena (Lotaringia) (come Goffredo VII), per nomina regale (il re di Germania, Corrado III di Svevia), dopo la morte del Duca Valerano, come conferma la Histoire du Limbourg, vol.III; e Goffredo si trovò a combattere contro il primogenito di Valerano, Enrico, che era succeduto al padre come conte di Limburgo e Conte di Arlon.
Nel 1040, ottenne il titolo ducale anche per Lovanio dal re Corrado III, che nel frattempo era divenuto su cognato, avendo sposato le sorelle Gertrude (Corrado III, nel 1138) e Liugarda (Goffredo, nel 1139) di Sulzbach.
Goffredo non godette a lungo della propria vittoria: egli venne ucciso da disfunzioni del fegato due anni dopo, come attestano gli Annales Blandinienses, dopo aver governato il Brabante per oltre tre anni, come riportano le Chroniques des ducs de Brabant, composées par Adrian de Barland. Venne sepolto nella Chiesa di San Pietro di Lovanio. Alla sua morte, in tutti i suoi titoli, gli succedette il figlio Goffredo, bambino di un anno di età, come ci viene confermato dagli Annales Parchenses.

## Matrimonio e discendenza
Goffredo, secondo la Genealogia Ducum Brabantiæ Heredum Franciæ sposò Luitgarda, figlia di Berengario II di Sulzbach e della sua seconda moglie, Adelaide di Dießen-Wolfratshausen; Liutgarda era sorella di Gertrude, moglie di Corrado III di Svevia, di Berta, moglie di Manuele I Comneno, imperatore di Bisanzio, di Matilda di Sulzbach, moglie di Enghelberto III, e di Gebeardo III di Sulzbach. Liutgarda dopo essere rimasta vedova si sposò, in seconde nozze, con Ugo conte di Dagsburg e Metz, come ci confermano le Lettres tirées des chartes de Brabant.
Goffredo da Liutgarda ebbe un figlio:
- Goffredo[2] (1142 - 1190), Langravio del Brabante, conte di Lovanio e Bruxelles, Margravio di Anversa e Duca della Bassa Lorena (Lotaringia)[2].

## Ascendenza
|                        |                    |                            | Genitori                  |  |  | Nonni |  |  | Bisnonni               |  |  | Trisnonni             |  |
|                        |                    |                            |                           |  |  |       |  |  | Lamberto II di Lovanio |  |  | Lamberto I di Lovanio |  |
|                        |                    |                            |                           |  |  |       |  |  | Lamberto II di Lovanio |  |  | Lamberto I di Lovanio |  |
|                        |                    | Gerberga di Lorena         |                           |  |  |       |  |  | Lamberto II di Lovanio |  |  |                       |  |
| Enrico II di Lovanio   |                    |                            |                           |  |  |       |  |  | Lamberto II di Lovanio |  |  |                       |  |
|                        |                    | Oda di Verdun              | Gothelo I di Lorena       |  |  |       |  |  |                        |  |  |                       |  |
|                        |                    | Oda di Verdun              | Gothelo I di Lorena       |  |  |       |  |  |                        |  |  |                       |  |
|                        |                    | Oda di Verdun              | …                         |  |  |       |  |  |                        |  |  |                       |  |
| Goffredo I di Lovanio  |                    | Oda di Verdun              |                           |  |  |       |  |  |                        |  |  |                       |  |
|                        |                    | Everardo di Betuwe         | …                         |  |  |       |  |  |                        |  |  |                       |  |
|                        |                    | Everardo di Betuwe         | …                         |  |  |       |  |  |                        |  |  |                       |  |
|                        |                    | Everardo di Betuwe         | …                         |  |  |       |  |  |                        |  |  |                       |  |
| Adelaide di Betuwe     |                    | Everardo di Betuwe         |                           |  |  |       |  |  |                        |  |  |                       |  |
|                        |                    | …                          | …                         |  |  |       |  |  |                        |  |  |                       |  |
|                        |                    | …                          | …                         |  |  |       |  |  |                        |  |  |                       |  |
|                        |                    | …                          | …                         |  |  |       |  |  |                        |  |  |                       |  |
| Goffredo II di Lovanio |                    | …                          |                           |  |  |       |  |  |                        |  |  |                       |  |
|                        | Arnoldo I di Chiny | Luigi II di Chiny          |                           |  |  |       |  |  |                        |  |  |                       |  |
|                        | Arnoldo I di Chiny | Luigi II di Chiny          |                           |  |  |       |  |  |                        |  |  |                       |  |
|                        | Arnoldo I di Chiny | …                          |                           |  |  |       |  |  |                        |  |  |                       |  |
| Ottone II di Chiny     | Arnoldo I di Chiny |                            |                           |  |  |       |  |  |                        |  |  |                       |  |
|                        |                    | Adelaide di Ramerupt-Roucy | Hilduin IV di Montdidier  |  |  |       |  |  |                        |  |  |                       |  |
|                        |                    | Adelaide di Ramerupt-Roucy | Hilduin IV di Montdidier  |  |  |       |  |  |                        |  |  |                       |  |
|                        |                    | Adelaide di Ramerupt-Roucy | Adelaide (Alice) di Roucy |  |  |       |  |  |                        |  |  |                       |  |
| Ida di Chiny           |                    | Adelaide di Ramerupt-Roucy |                           |  |  |       |  |  |                        |  |  |                       |  |
|                        |                    | Alberto III di Namur       | Alberto II di Namur       |  |  |       |  |  |                        |  |  |                       |  |
|                        |                    | Alberto III di Namur       | Alberto II di Namur       |  |  |       |  |  |                        |  |  |                       |  |
|                        |                    | Alberto III di Namur       | Regelinda di Verdun       |  |  |       |  |  |                        |  |  |                       |  |
| Adelaide di Namur      |                    | Alberto III di Namur       |                           |  |  |       |  |  |                        |  |  |                       |  |
|                        |                    | Ida di Sassonia            | Bernardo II di Sassonia   |  |  |       |  |  |                        |  |  |                       |  |
|                        |                    | Ida di Sassonia            | Bernardo II di Sassonia   |  |  |       |  |  |                        |  |  |                       |  |
|                        |                    | Ida di Sassonia            | Eilika di Schweinfurt     |  |  |       |  |  |                        |  |  |                       |  |
|                        |                    | Ida di Sassonia            |                           |  |  |       |  |  |                        |  |  |                       |  |

### Letteratura storiografica
- (FR)  Histoire du Limbourg, vol.III.
- (FR)  Chroniques des ducs de Brabant, composées par Adrian de Barland.